# 河田長親
河田長親，出生於天文14年（1545年），卒於天正9年（1581年）），是日本戰國時代上杉氏的家臣。官位至豐前守。號禪忠。
他最初是住在近江國河田田守入道元親的兒子、1559年於上杉謙信第2次上洛時被收為家臣、謙信對其才能相當賞識，歷任奉行等職。
他被評價為智勇雙全的武將，而為謙信所重用。永祿年間與北條氏康作戰等關東戰役時，擔任沼田城城代，永祿末年和越中一向一揆交戰時立功，被封至越中魚津城，與新庄城城主鯵坂長實共同擔任越中方面的總指揮官。元龜3年（1571年）與一向一揆作戰失利，武田信玄死後，謙信將軍隊資源投入越中，後來進攻椎名康胤並將之追放，因戰功獲封越中松倉城城主，負責經營松倉金山。
天正5年（1577年），謙信與織田大軍戰於手取川，與鯵坂長實共同接收攻陷的七尾城。
1578年謙信去世後他選擇出家，法號禪忠。御館之亂時一開始保持中立，後來支援上杉景勝，並與侵入越中的織田軍戰鬥。月岡野之戰苦戰齋藤長龍。織田信長曾以賞賜近江一國，利誘長親背叛上杉氏，藉以斷絕對於景勝的支援，但長親不為所動，之後並迎戰柴田勝家和佐佐成政等侵略越中的大軍，但長親1581年病逝於越中松倉城，享年36歲。
另外，關於他的生年有1540年的說法。長親去世後，越中自此完全陷入織田家的統治當中。